# 9788 Yagami
9788 Yagami eller 1995 EQ1 är en asteroid i huvudbältet som upptäcktes den 11 mars 1995 av den japanska astronomen Takao Kobayashi vid Ōizumi-observatoriet. Den är uppkallad efter låtskrivaren Junko Yagami.
Asteroiden har en diameter på ungefär 10 kilometer och den tillhör asteroidgruppen Themis.